# Sibirskii Matematicheskii Zhurnal
Sibirskii Matematicheskii Zhurnal (Сибирский математический журнал) ist eine seit 1960 im zwei-monatlichen Rhythmus in russischer Sprache erscheinende mathematische Fachzeitschrift, die vom Sobolev-Institut für Mathematik am sibirischen Zweig der russischen Akademie der Wissenschaften herausgegeben wird. 
Seit 1966 erscheint sie auch in englischer Übersetzung als Siberian Journal of Mathematics, herausgegeben von Springer Science+Business Media.
Sie veröffentlicht Arbeiten aus allen Gebieten der Mathematik.